# Kitab al-Kafi
Al-Kafi (arabisch الكافي, DMG al-Kāfī ‚das Genügende‘) ist eine schiitische Hadith-Sammlung von Muhammad ibn Ya'qub al-Kulaini und ist die wichtigste und anerkannteste unter den al-Kutub al-arbaʿa.
Insgesamt umfasst al-Kafi 16.199 Hadithe. Das Buch al-Kāfī ist in die drei Kapitel Uṣūl, Furūʿ und Rauḍa eingeteilt: Das Uṣūl-Kapitel enthält Überlieferungen bezüglich des Glaubens, das Furūʿ-Kapitel bezüglich der Rechtslehre und das Rauḍa-Kapitel bezüglich Geschichte. Das Uṣūl-Kapitel selbst umfasst mehrere Bücher.

## Kapitel von Kitab al-Kafi
- Usūl al-Kafi: Im Allgemeinen enthält Usūl al-Kafi Traditionen, die sich mit Erkenntnistheorie, Theologie, Geschichte, Ethik, Flehen und dem Koran befassen.
- Furūʿ al-Kafi: Es enthält Traditionen, die sich hauptsächlich mit praktischen und rechtlichen Fragen befassen.
- Rauḍat al-Kafi: Es enthält fast 600 verschiedene Traditionen, von denen viele lange Briefe und Reden sind, die in keiner bestimmten Reihenfolge angeordnet sind.